# Фридрих IV фон Шлезвиг-Холщайн-Готорп
Фридрих IV фон Шлезвиг-Холщайн-Готорп (на немски: Friedrich IV von Schleswig-Holstein-Gottorf; * 18 октомври 1671, дворец Готорп, Шлезвиг; † 19 юли 1702, Битка при Клишов, Полша) е херцог на Шлезвиг-Холщайн-Готорп от 1695 до 1702 г.

## Биография
Той е най-големият син на херцог Християн Албрехт (1641 – 1695) и съпругата му принцеса Фридерика Амалия Датска (1649 – 1704), дъщеря на крал Фредерик III от Дания и принцеса София Амалия фон Брауншвайг-Каленберг.
Фридрих IV се жени на 12 май 1698 г. в дворец Карлберг за принцеса Хедвиг София Шведска (* 26 юни 1681, Стокхолм; † 22 декември 1708, Стокхолм), най-възрастната дъщеря на крал Карл XI от Швеция и съпругата му Улрика Елеонора Датска. Той става генералисимус на шведската войска в Германия.
Фридрих се присъединява към шведската войска в похода против Русия и Полша и е убит в битката при Клишов в Полша на 19 юли 1702 г.

## Деца
Фридрих и Хедвиг София Шведска имат един син:
- Карл Фридрих (1700 – 1739), херцог на Шлезвиг-Холщайн-Готорп, женен 1725 г. за велика княгиня Анна Петровна (1708 – 1728)

## Галерия
- Фридрих IV фон Шлезвиг-Холщайн-Готорп, 1704
- Хедвиг София Шведска